# Claudia Pinl

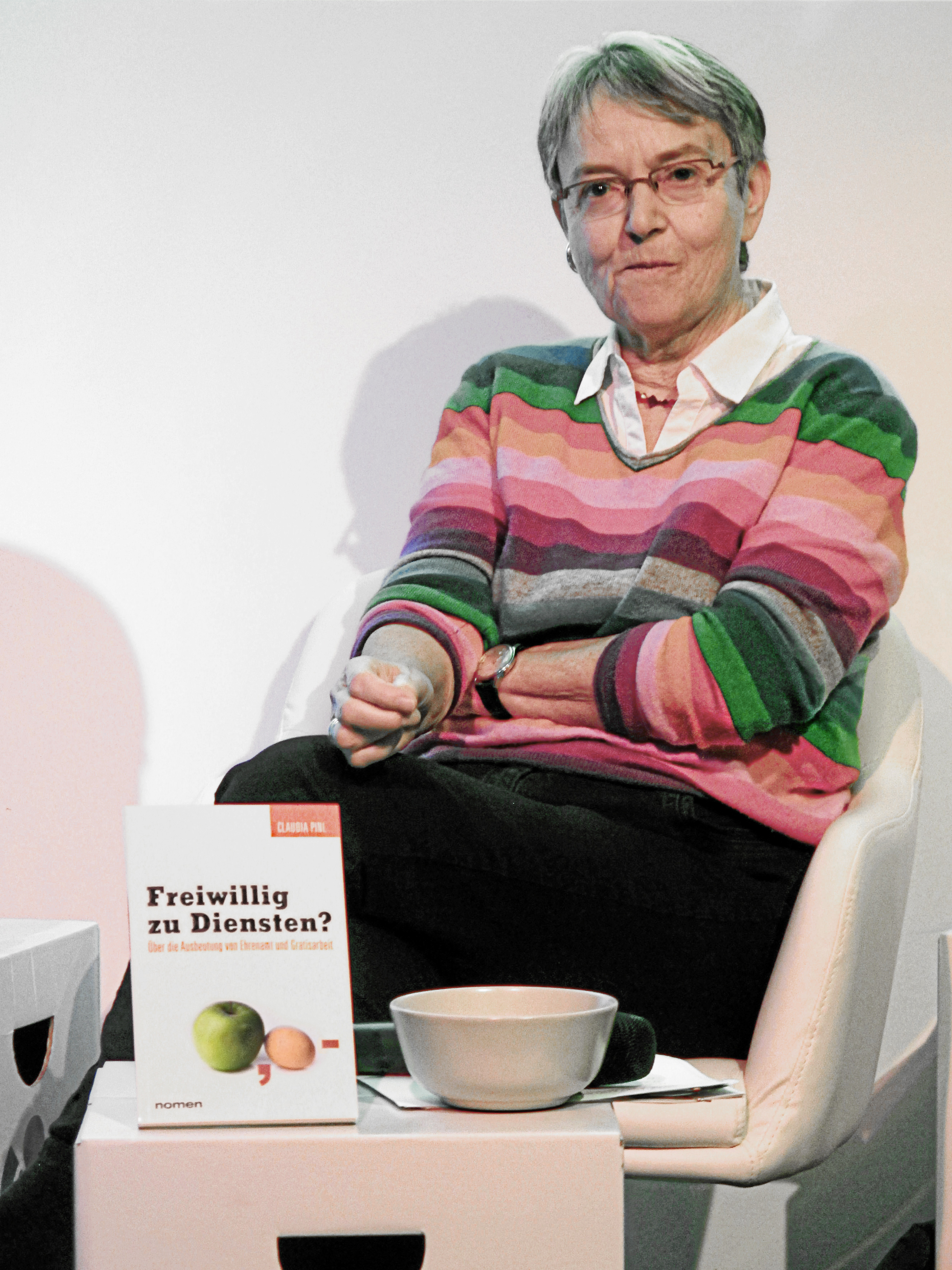
Claudia Pinl am 9. Januar 2015 beim Wikipedianischen Salon in Berlin

Claudia Pinl (geboren 1941) ist eine deutsche Politikwissenschaftlerin und Journalistin. Sie arbeitet als Publizistin und Autorin in Köln. In ihren Büchern beschäftigt sie sich mit der Arbeitswelt von Frauen, der Genderfrage und kritisch mit ehrenamtlicher Arbeit in neoliberalen Wirtschaftssystemen.

## Beruflicher Werdegang
Claudia Pinl ist die Tochter des Mathematikers Maximilian Pinl. Sie studierte Politologie in den USA und an der Berliner Freien Universität mit dem Abschluss Diplompolitologin. Seit 1968 arbeitete sie als Redakteurin für die Gewerkschaftlichen Monatshefte des Deutschen Gewerkschaftsbundes. Danach war sie Mitarbeiterin im WDR-Hörfunk, Korrespondentin der taz in Bonn und von 1986 bis 1990 Referentin der Bundestagsfraktion der Grünen für den Bereich Frauenpolitik. Heute arbeitet sie als Buchautorin, Journalistin und Dozentin. Von 2013 bis 2020 saß sie als Kommunalpolitikerin, ab 2014 als Fraktionsvorsitzende, für Bündnis 90/Die Grünen in der Bezirksvertretung Köln-Lindenthal.
1972 erhielt Claudia Pinl den Deutschen Journalistenpreis zusammen mit Birgit Ziemann-Berg.

## Veröffentlichungen
- Ein Cappuccino für die Armen. Kritik der Spenden- und Ehrenamtsökonomie, PapyRossa Verlag, 2018, ISBN 978-3-89438-677-1
- Freiwillig zu Diensten? Über die Ausbeutung von Ehrenamt und Gratisarbeit, Verlag Nomen, Frankfurt am Main 2013, ISBN 3-939-81618-3
- Ehrenamt. Neue Erfüllung, neue Karriere. Wie sich Beruf und öffentliches Ehrenamt verbinden lassen, Walhalla Fachverlag, Regensburg 2010, ISBN 3-802-93444-X
- Das Biedermeier-Komplott. Wie Neokonservative Deutschland retten wollen, Konkret Literatur Verlag, Hamburg 2007, ISBN 3-894-58251-0
- Warthe im Westerwald. Erinnerungskultur an westdeutschen Autobahn-Parkplätzen (PDF; 113 kB). digitale-kulturanthropologie.de/Volkskunde in Rheinland-Pfalz 2006
- Männer lassen arbeiten. 20 faule Tricks, auf die Frauen am Arbeitsplatz hereinfallen, S. Fischer, Frankfurt am Main 2002, ISBN 3-596-15410-3
- Männer können putzen. Strategien gegen die Tricks des faulen Geschlechts, Eichborn Verlag, Frankfurt am Main 1997, ISBN 3-821-80982-5
- Das faule Geschlecht. Wie Männer es schaffen, Frauen für sich arbeiten zu lassen, Eichborn, Frankfurt 2000. ISBN 3-821-81155-2
- Vom kleinen zum großen Unterschied. „Geschlechterdifferenz“ und konservative Wende im Feminismus, Konkret Literatur Verlag, Hamburg 1993, ISBN 3-894-58120-4
- Mit Brigitte Jäger: Zwischen Rotation und Routine. Die Grünen im Bundestag, Kiepenheuer & Witsch, Köln 1985, ISBN 3-462-01672-5
- (Unter ihrem Pseudonym) Julia Bähr: Klatschmohn. Eine Geschichte aus der Frauenbewegung, Kiepenheuer & Witsch, Köln 1984, ISBN 3-462-01642-3
- Das Arbeitnehmerpatriarchat. Die Frauenpolitik der Gewerkschaften Kiepenheuer & Witsch, Köln 1977